# Michaela Conlin
Michaela Conlin (Allentown, Pensilvânia, 9 de junho de 1978) é uma atriz norte-americana mais conhecida por sua participação na série Bones, no papel da personagem Angela Montenegro. 
Seu pai é irlandês e a mãe chinesa.

## Filmografia parcial

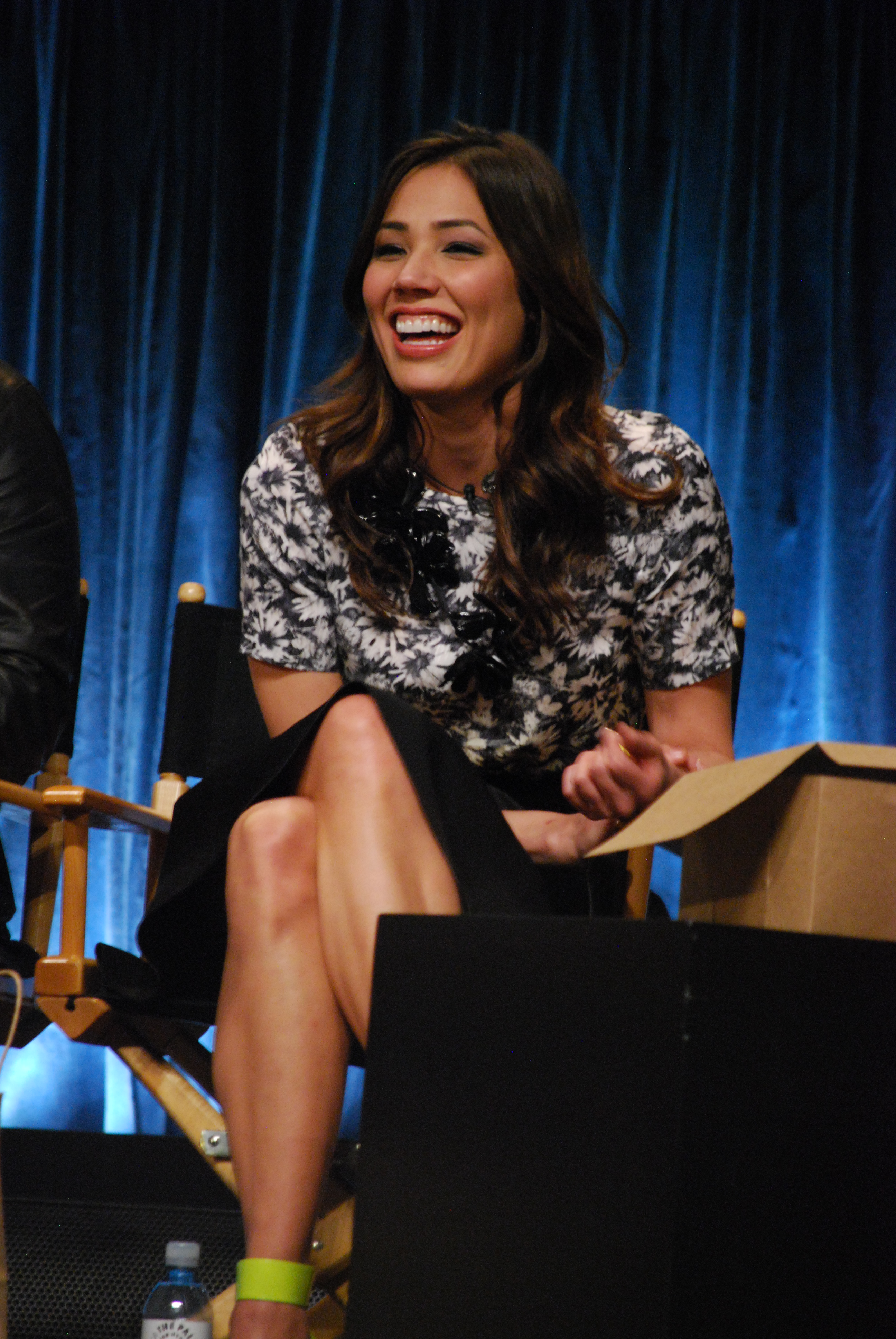
2012

### Televisão
- Law & Order "Swept Away — A Very Special Episode" (2001) – Rocky
- The Division (2002) – house director
- MDs (2002) – Dr. Maggie Yang
- JAG (2003) – Lt. Mary Nash
- The D.A. (2004) – Jinette McMahon
- Bones (2005–2017) – Angela Montenegro

### Cinema
- Love the Hard Way (2001) – Cara
- Pipe Dream (2002) – TV  reporter
- Garmento (2002) – Marcy
- Open Window (2006) – Miranda
- Enchanted (2007) – May
- The Lincoln Lawyer (2011) – Heidi Sobel
- Bad Trip (film) (2020) – Maria